# Бошател
Бошател (фр. Beauchastel) је насељено место у Француској у региону Рона-Алпи, у департману Ардеш.
По подацима из 2011. године у општини је живело 1714 становника, а густина насељености је износила 202,6 становника/km².

## Демографија
| 1962. | 1968. | 1975. | 1982. | 1990. | 2011. |
| ----- | ----- | ----- | ----- | ----- | ----- |
| 1.008 | 1.064 | 1.544 | 1.614 | 1.462 | 1.714 |